# NGC 7435
NGC 7435 é uma galáxia espiral barrada (SBa) localizada na direcção da constelação de Pegasus. Possui uma declinação de +26° 08' 20" e uma ascensão recta de 22 horas, 57 minutos e 54,4 segundos.
A galáxia NGC 7435 foi descoberta em 12 de Outubro de 1855 por William Parsons.